# Virtuelle Fachbibliothek Politikwissenschaft
Die Virtuelle Fachbibliothek Politikwissenschaft (ViFaPol) war eine Virtuelle Fachbibliothek, die 2000–2015 Fachinformationen aus dem Bereich der Politikwissenschaft und Friedensforschung in einem Internetportal zur Online-Recherche bereitstellte. Betrieben wurde die ViFaPol von der Staats- und Universitätsbibliothek Hamburg, die als Sondersammelgebietsbibliothek für die Politikwissenschaft und Friedensforschung mehr als 1000 Print- und Online-Fachzeitschriften sowie 50 Fachdatenbanken im Portfolio hatte.
Um den Zugang zu dieser Literatur deutlich zu erleichtern, baute die SUB Hamburg mit Unterstützung der Deutschen Forschungsgemeinschaft seit Mitte 2000 die Virtuelle Fachbibliothek Politikwissenschaft auf. Ziel des Projektes war die Entwicklung eines zentralen Einstiegs in die fachwissenschaftliche Recherche nach Informationsobjekten aller Art. Dazu gehörten Internetquellen, Zeitschriften und Aufsätze, Datenbanken, Monographien und nicht zuletzt Graue Literatur.
Herzstück des Rechercheportals für die Politikwissenschaft war die Metasuche. Mit einer Suchanfrage konnten mehr als 20 Datenbanken durchsucht werden. In der Trefferdarstellung wurden den Nutzern verschiedene Wege aufgezeigt, wie sie von ihrem Arbeitsplatz zum Dokument gelangten. Einen idealen Einstieg in die Suche nach fachlich relevanten Internetquellen bot der Fachinformationsführer von ViFaPol, in dem rund 4.000 Internetquellen, Zeitschriften und Datenbanken enthalten waren.
Die Kerndienstleistungen der ViFaPol wurden ergänzt durch weitere Angebote, wie z. B. ein Fachtutorial, ein Repositorium  eDoc.ViFaPol: Der Open-Access-Volltextserver für Politikwissenschaft und Verwaltungswissenschaften oder ein Weblog.
Die ViFaPol wurde zweimal überarbeitet, der erste Relaunch war 2006, der zweite, der das Fachportal um die Verwaltungswissenschaften erweiterte, Anfang 2014.
Im Rahmen der Umwandlung des SSG-Förderprogramms der Deutschen Forschungsgemeinschaft hin zu Fachinformationsdiensten für die Wissenschaft wurden die Sondersammelgebiete Politik und Friedensforschung sowie Verwaltungswissenschaften eingestellt. Die bisher per Metasuche erschlossenen Buch und Zeitschriftenbestände sind weiter über den Katalog der Staats- und Universitätsbibliothek Hamburg recherchierbar, die Fachindices sind über die Fachinformationsseite zur Politikwissenschaft und Friedensforschung derselben Bibliothek und das Repositorium ist unter der alten Webadresse zu finden, wird aber nicht mehr ergänzt.